# 1963 en Australie
Chronologie de l'Australie
- 1959
- 1960
- 1961
- 1962
- 1963
- 1964
- 1965
- 1966
- 1967

Cette page concerne les évènements survenus en 1963 en Australie :

## Événements
- Infestation de cannabis dans la Hunter Valley (en)
- 1er janvier : Affaire Bogle–Chandler (en) (morts mystérieuses).
- John Carew Eccles est nommé Australien de l'année.
- La première étape du projet de la rivière Ord est achevée.
- Fin des essais nucléaires britanniques à Maralinga.
- 18 juillet : Opération Blowdown (en) (essai nucléaire).
- 30 novembre : Élections fédérales australiennes

## Culture

### Littérature
- Sortie de romans  :
  - An Ordinary Lunacy (en) de Jessica Anderson
  - Careful, He Might Hear You (en) de Sumner Locke Elliott (en)
  - La Nuit des cœurs (en) de Jon Cleary
  - La Nue et le Mort de Carter Brown
  - La Ronflette de Carter Brown
  - Le Valseur énigmatique de Carter Brown
  - Tourmaline (en) de Randolph Stow (en)

## Sport
- 9-19 janvier : Championnat de tennis d'Australie
- 12-19 octobre : Tournoi de tennis Australian Hardcourt (dames 1963)
- 28 octobre-2 novembre : Tournoi de tennis de Brisbane (dames 1963)
- 18-23 novembre : Tournoi de tennis d'Adélaïde (dames 1963)
- 18 au 23 novembre : Tournoi de tennis d'Adélaïde (dames 1963)

## Créations
- Clubs de football : 
  - Acacia Ridge FC (en)
  - Albany Creek Excelsior FC (en)
  - Anglesea Football Netball Club (en)
- Barrage Borumba (en)
- Ferme pénitentiaire de Karnet (en)
- Surfing Australia (en)
- Ville de Knox

## Fermetures/Dissolutions
- Ligne ferroviaire de Camden (en)

## Naissances
- Vanessa Browne-Ward, athlète.
- Stan Grant (en),  journaliste.
- Elle Macpherson, mannequin.
- Peter Scully, criminel.
- Glenn Trimble (en), joueur de cricket.

## Décès
- Roy Cazaly (en), footballeur australien.
- Lionel Hill (en), personnalité politique.